# Yvette Vaucher
Pour les articles homonymes, voir Vaucher.
Yvette Vaucher, née le 11 novembre 1929 à Vallorbe et morte le 30 septembre 2023 à Genève, est une alpiniste et parachutiste suisse. Elle est la première femme à gravir la face nord de la dent Blanche et la face nord du Cervin. C'est aussi la première femme parachutiste suisse.

## Biographie
Yvette Vaucher naît Yvette Pilliard[réf. souhaitée] le 11 novembre 1929 à Vallorbe, dans le canton de Vaud en Suisse. 
En 1948 elle s'initie à l'alpinisme et grimpe avec l'association des Amis Montagnards de Genève, au Salève (Préalpes près de Genève). Elle côtoie des alpinistes comme Gaston Rébuffat, Georges Payot, René Desmaison. 
En 1955, elle s'installe à Neuchâtel, où elle s'entraîne à la chute libre. Elle est considérée comme la première Romande parachutiste, obtenant sa licence en 1958. Elle a effectué plus de 100 sauts en parachute en montagne (base-jump). 
Avec une équipe d'amis elle effectue de nombreuses escalades. Michel Vaucher, fait partie de cette équipe. Yvette Vaucher l'épouse en deuxièmes noces en 1962 ou 1963. Après leur divorce en 1976, elle se marie encore deux fois.
Yvette Vaucher est la première femme admise au Club alpin suisse en 1980. Elle en préside la section genevoise de 1995 et à 1998 devient la première femme membre d'honneur en 2011. 
Elle décède le 30 septembre 2023 à l'EMS La Terrassière à Genève, à l'âge de 93 ans.

## Courses
L'ascension qui fait connaître Yvette Vaucher est celle de la face nord du Cervin, faite lors du centenaire de la première ascension du Cervin, avec son mari Michel Vaucher. Leur « ascension surprise » est remarquée par les médias en « volant les feux de la rampe ». La présence de caméras pour réaliser des directs sur l'escalade par deux autres équipes pour la célébration du centenaire, va profiter aux époux Vaucher dont l'ascension bénéficie du direct. Quand Yvette Vaucher atteint le sommet le 14 juillet, elle est devient la première femme à avoir gravi la face nord du Cervin.
Yvette et Michel Vaucher font de nombreuses ascensions significatives dans les Alpes pendant les années 1960 et 1970, dont le Piz Badile, l'Aiguille de Triolet, l'Aiguille du Dru, l'Eiger, la Cima Grande et les Grandes Jorasses. En 1966, ils ont fait la première ascension de la face nord de la Dent Blanche,. Ils ont grimpé fréquemment avec Loulou Boulaz et son partenaire Michel Darbellay.
Yvette Vaucher participe avec son mari Michel Vaucher à l'expédition internationale à l"Everest dirigée par Norman Dyhrenfurth (en) en 1971 ; elle avait l'intention de devenir la première femme à atteindre le sommet de l'Everest. L'expédition est minée par les dissensions et la direction de Norman Dyhrenfurth est contestée, l'expédition se termine par un échec.